# Kalyvès
Kalyvès, ou Kalivès (en grec moderne : Καλύβες) est une ville de Crète, en Grèce. La ville est située dans le district régional de La Canée, à environ 20 kilomètres à l'est de La Canée. Selon le recensement de 2001, Kalyvès compte 1 289 habitants.

Pendant l'Antiquité, Kalyvès fut un des ports de la cité d'Aptera et portait le nom de Kissamos. De nos jours, la ville est une station balnéaire.

## Jumelages
Saint-Quentin-de-Baron (France) depuis 1992